# Windows Media Video
Windows Media Video (WMV) — назва цілого набору технологій відеокодека, розробленого Microsoft, частина структури Windows Media.
Кодеки Windows Media Video спочатку були розроблені для потокових застосунків з низькою швидкістю передачі даних. Тим не менш, у 2003 році Майкрософт підготувала специфікації відеокодека, заснованого на Windows Media Video версії 9, і представила його SMPTE для стандартизації. Стандарт був офіційно схвалений у березні 2006 року як SMPTE 421M, тим самим зробивши Windows Media Video 9 «не приватним». Ранні версії кодека (7 та 8) все ще вважаються приватними, оскільки вони не вписуються в стандарти SMPTE 421M. VC-1 (Video Codec 1) — це більш проста назва відеокодека SMPTE 421M.
Відеопотік в основному комбінується з аудіопотоком Windows Media Audio й міститься в файлах Advanced Systems Format, що носять розширення. Asf або. Wmv.
Файли WMV програються плеєрами MPlayer або Windows Media Player, останній доступний тільки для Microsoft Windows і систем Macintosh. Існує багато сторонніх програвачів для різних платформ, таких як Linux, який використовує реалізацію FFmpeg в кодеках WMV.